# Hjalmar Kinberg (veterinär)
Johan Gustaf Hjalmar Kinberg, född den 13 maj 1820 i Grönby prästgård, dåvarande Malmöhus län, död den 29 augusti 1908 S:t Matteus församling i Stockholm, var en svensk zoolog, läkare och veterinär. 

## Biografi
Kinberg tillhörde släkten Kinberg från Västergötland. Fadern Henrik Kinberg var kontraktsprost och son till Johan Gustaf Kinberg. Modern Margareta Lovisa Schlyter var syster till professor Carl Johan Schlyter. 
Kinberg blev 1838 student vid Lunds universitet, där han promoverades 1844 till filosofie magister och 1850 till medicine doktor. Han hade sedermera förordnanden som läkare, bland annat som underläkare vid danska armén i Slesvig 1850 och som uppbördsläkare (och zoolog) på fregatten Eugenie under dess världsomsegling (1851–1853; i berättelsen om expeditionen utarbetade han avdelningen zoologi, Annulata, 2 häften, 1857–1858), var 1853–1856 prosektor och anatomie adjunkt vid Karolinska institutet och tjänstgjorde från 1854 tillfälligt, men sedan 1856 som tillförordnad och 1859–1888 som ordinarie professor vid Veterinärinrättningen (sedan 1867 Veterinärinstitutet), där han jämväl var föreståndare 1856–1862 och 1872–1886. Han var en av Svenska veterinärläkarföreningens stiftare (1860) och dess förste ordförande. 
Utom en mängd veterinärmedicinska avhandlingar med mera i "Öfversigt af Vetenskapsakademiens handlingar" (bland annat 1855–56, 1864–1867) lämnade Kinberg många bidrag till kännedomen av ringmaskarna och skrev den prisbelönta avhandlingen Synopsis suturarum et epiphysium (1869). Han bearbetade 2:a svenska upplagan av Milne-Edwards "Lärobok i zoologi" (1860), skrev Sur les animaux domestiques pendant les temps préhistoriques (i berättelsen om Arkeologiska kongressens session i Stockholm 1874), Eddas naturhistoria (1880) med mera, fortsatte Sundevalls Svenska foglarne (band 2-4; 1883–86) samt utgav "Tidskrift för veterinärer, hästvänner och landthushållare" (i förening med Fredrik Lundberg, 1861–63) och "Tidskrift för veterinärer och landthushållare" (1875–82), i vilka han författade en mängd uppsatser. Vitterhets-, historie- och antikvitetsakademien tilldelade honom 1871 sin stora guldmedalj för Arkäologisk zoologi (delvis tryckt i "Tidskrift för veterinärer och landthushållare", 1876). Kinberg blev 1894 filosofie jubeldoktor och 1900 medicine jubeldoktor.
Hjalmar Kinberg gifte sig första gången 1854 med Helena Stockenberg (1831–1858) och andra gången 1859 Aurore Hammarskjöld (1843–1919). Han var far till Henning Kinberg, farfar till Hilding Kinberg och farfars farfar till Anna Kinberg Batra.